# 春日井市図書館
春日井市図書館（かすがいしとしょかん）とは、愛知県春日井市鳥居松町の文化フォーラム春日井にある公共図書館の名称である。文化フォーラムの春日井市図書館本館、グルッポふじとうのグルッポふじとう図書館に加えて、10か所の図書館分室がある。

## 歴史

### 八幡字町割時代（1947年 - 1957年）

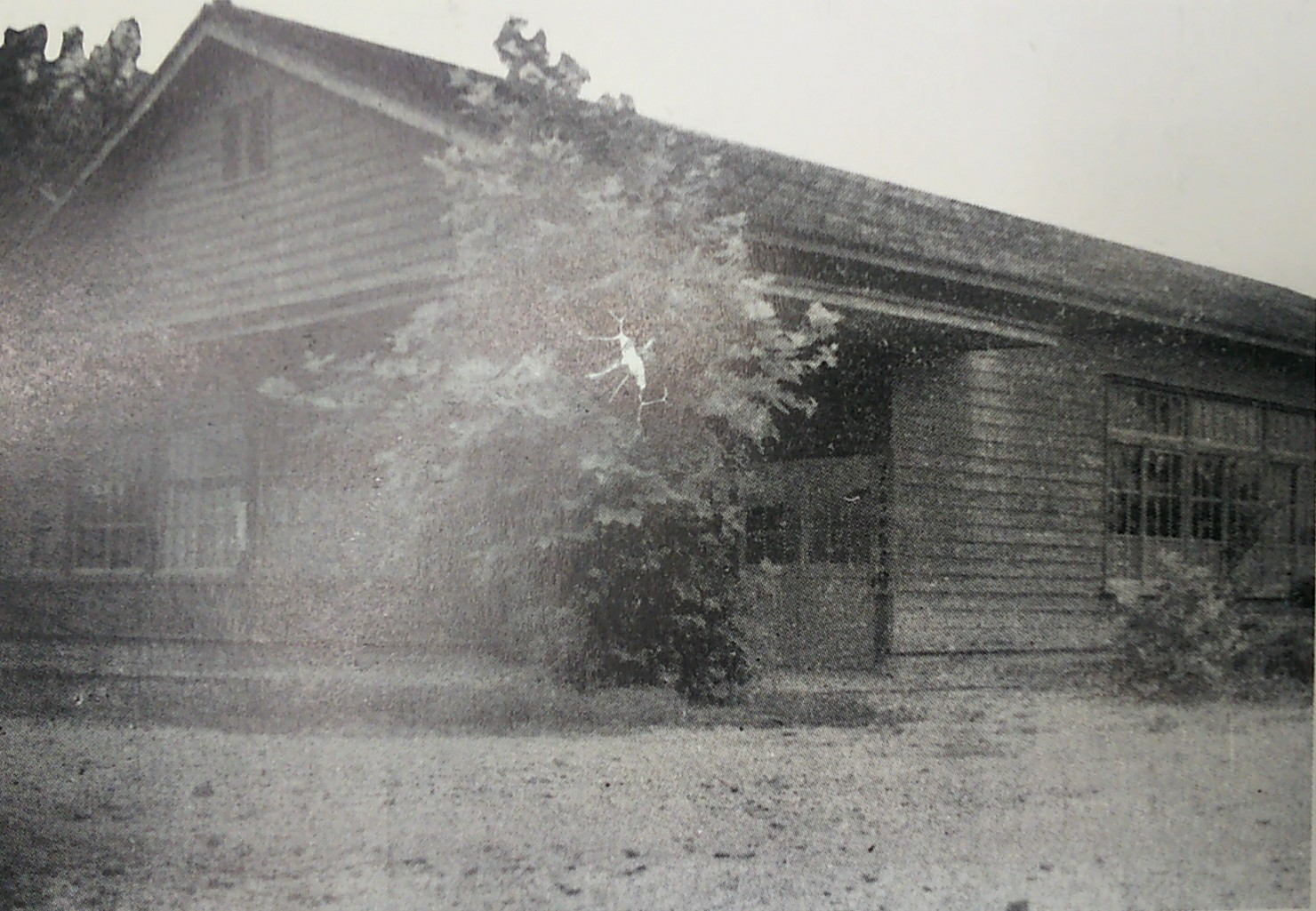
八幡字町割時代の建物（1950年頃）

連合国軍最高司令官総司令部(GHQ)軍政部の進言によって、1947年（昭和22年）11月に八幡字町割（現・春見町）に市立春日井図書館が創設された。市立春日井図書館は主に貸出文庫による読書指導を行い、勝川町にも分館を置いていた。1948年（昭和23年）11月に春日井市庁舎が王子町に移転すると、1950年（昭和25年）6月には図書館が市庁舎内に移転した。

### 瑞穂通時代（1957年 - 1971年）

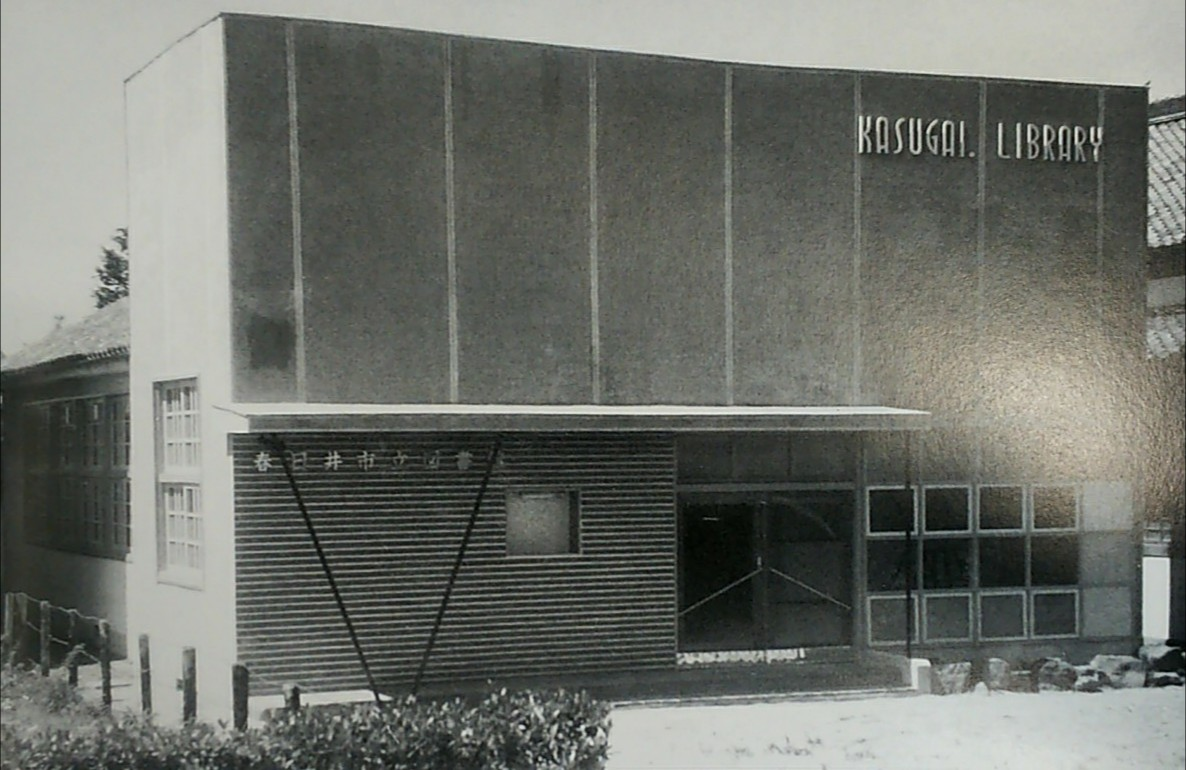
瑞穂通時代の建物（1957年）

1957年（昭和32年）5月には瑞穂通5-1の独立館に移転した。ファサードは現代的な箱型であるが、建物本体は瓦屋根の奇抜な外観だった。移転時の蔵書は12,465冊。1966年（昭和41年）11月には第1回春日井市小中学校読書感想文コンクールを実施しており、1967年（昭和42年）9月には婦人読書会が発足している。
隣接する電電公社がビルを新設することになったため、1966年（昭和41年）には春日井市役所前に建てられたプレハブの仮設図書館に移転した。この仮設館は1971年（昭和46年）まで約5年間使用された。1968年（昭和43年）7月には元春日井市長の梅村義一に寄贈された教育関係図書1,275冊で「梅村教育文庫」を開設した。瑞穂通時代の建物の跡地にはNTT春日井ビルが建っている。

### 春見町時代（1971年 - 1999年）

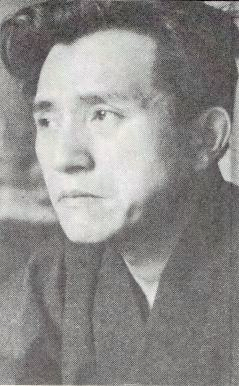
1978年に講演した水上勉

1971年（昭和46年）1月には春見町の春日井市立八幡小学校の南、春見公園の南東に新館が開館した。建物は鉄筋コンクリート造2階建である。同年11月には第8回「本に親しむみんなのつどい」尾張大会を開催し、小説家の杉本苑子が「女性史にみる恋のさまざま」と題した講演を行った。1972年（昭和47年）4月には貸出方式をブラウン方式に改めている。1973年（昭和48年）9月には紙芝居の館外貸出と館内での実演を開始した。
1975年（昭和50年）8月には図書館にテープライブラリーを開設し、視覚障害者に対する録音図書の無料郵送貸出を開始した。1976年度（昭和51年度）から1978年度（昭和53年度）にかけて、図書館の閉架室を電動集密書架に切替えた。1977年（昭和52年）12月には元春日井市教育委員の伊藤正樹に寄贈された文学関係図書318冊で「伊藤文庫」を開設した。
1978年（昭和53年）4月には身体障害者に対する図書の無料郵送貸出を開始した。同年10月には第15回「本に親しむみんなのつどい」尾張大会を開催し、小説家の水上勉が「人生と文学」と題した講演を行った。1980年（昭和55年）4月には図書館の一般室に書道図書コーナーを開設し、10月には図書館の児童室と移動図書館に電算処理システム（コンピュータ）を導入した。1981年（昭和56年）7月には図書館の一般室にも電算処理システムを導入した。
1983年（昭和58年）4月には図書館の2階に参考室を設置し、12月には図書館の児童室を改装した。1984年（昭和59年）4月には図書館の郷土資料室を電動式密集書架に切替えた。同年7月には元春日井市教育長の安藤直太朗に寄贈された国文学関係図書439冊で「安藤文庫」を開設した。1986年（昭和61年）4月には祝日開館を実施した。1987年（昭和62年）10月には図書館増改築工事に着工し、1988年（昭和63年）3月には210m2を増築した工事が竣工している。また、1989年（平成元年）3月には図書館内の天井と照明の改修工事が竣工している。1993年（平成5年）4月には愛知県図書館とのオンライン化が図られた。1994年（平成6年）4月には知的障害者に対する図書の無料郵送貸出を開始した。1994年（平成6年）10月には図書館でビデオとCDの視聴覚資料の室内利用を開始した。
春見町時代の建物は図書館としては手狭なうえに、春日井市立八幡小学校や住宅に囲まれた場所にあることから、集客面での魅力に乏しかった。1986年（昭和61年）に「文化の拠点」構想が浮上し、1987年（昭和62年）から建設基金の積み立てが行われた。当初は美術館・博物館・音楽ホールなどを建設する案もあったが、1994年（平成6年）9月には図書館を中心とする施設の基本構想を策定した。
春見町時代の建物は1999年（平成11年）8月31日で閉館し、新施設への移転のための準備期間に入った。1999年11月に新施設が開館すると、春見町時代の建物は2000年11月から2001年3月まで改修工事を行い、2001年（平成13年）6月に鳥居松ふれあいセンターがオープンした。2007年（平成19年）4月3日には鳥居松ふれあいセンター内に春日井市民活動支援センター「ささえ愛センター」がオープンしており、現在は鳥居松ふれあいセンターは廃止され、建物自体が春日井市民活動支援センター「ささえ愛センター」として運営されている。

### 文化フォーラム春日井時代（1999年 - ）

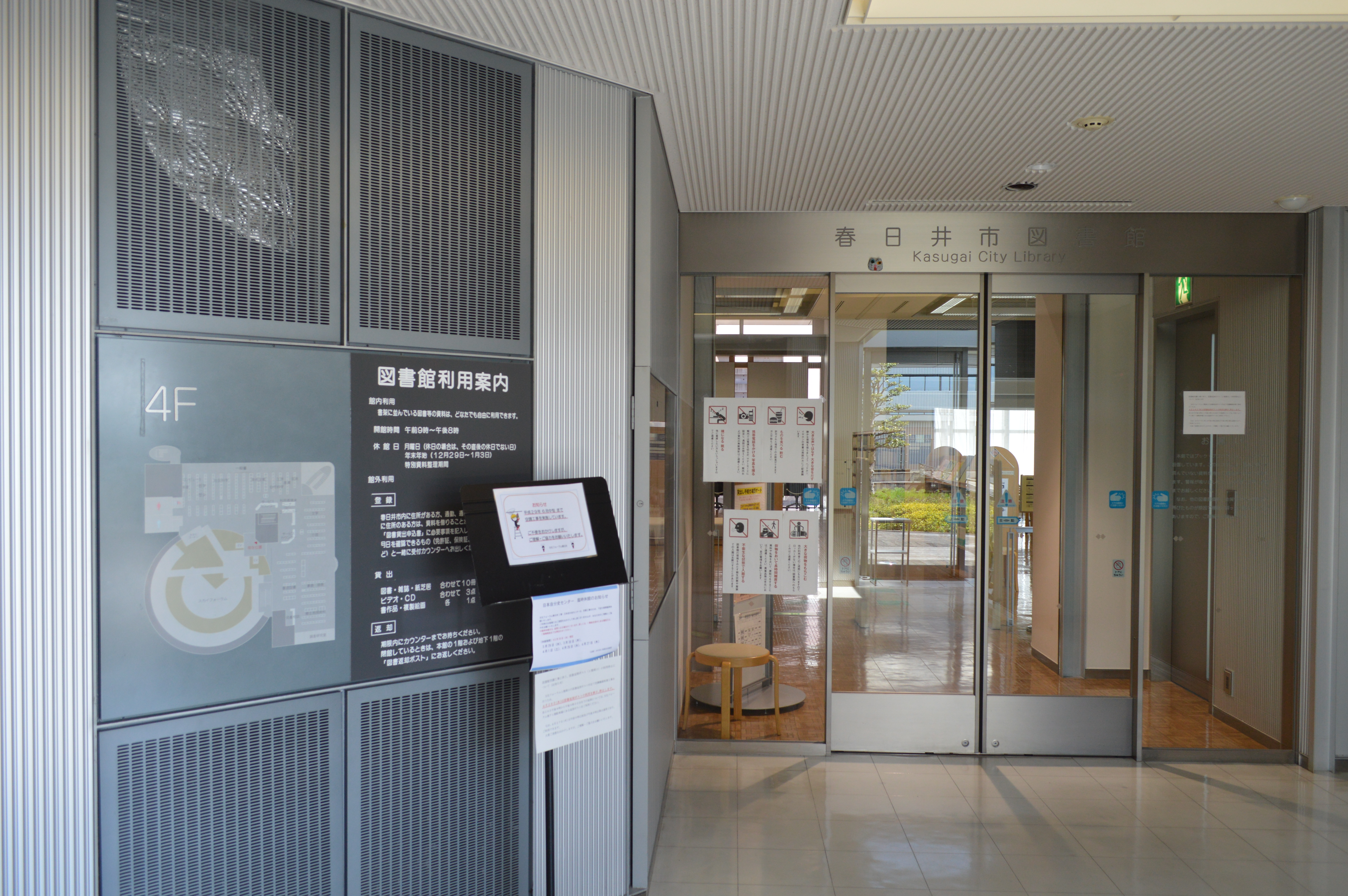
文化フォーラム春日井4階にある春日井市図書館の入口

1999年（平成11年）11月16日には文化フォーラム春日井が開館し、同時に3階・4階部分の春日井市図書館も開館した。旧館の名称は「春日井市立図書館」だったが、新図書館の名称は「立」を取って「春日井市図書館」となった。旧館にはなかったブックディテクションシステム(BDS)が導入された。新館開館に向けて約13万冊を新規購入しており、開館時の蔵書数は旧館時代の1.5倍となる約36万冊となった。移転にともなって開館時間を「9時-20時」に変更し、特別整理期間を6月に移動させるなどしている（現在は10月に実施）。貸出冊数は10冊までとし、ビデオ・CD・書作品・複製絵画・点字図書の貸出を開始した。公式ウェブサイトを開設し、図書館ボランティアも活動を開始している。新図書館の開館記念行事として、著作家の五木寛之による「こころの天気」と題した講演会や、書作品の展示会、図書大リサイクル会、秋野不矩・林明子・平山英三の絵本原画展、映画とビデオの上映会、ジャンボ紙芝居の上演会などを行った。
2000年（平成12年）2月5日には開館から約3か月で入館者数30万人を突破した。これまで春日井市の公共施設でもっとも入館者数が多い施設は春日井市都市緑化植物園（グリーンピア春日井）だったが、文化フォーラム春日井はわずか3か月で都市緑化植物園の年間入園者数に並んでいる。2000年8月には絵本作家の村上康成の原画展を開催し、村上康成と絵本作家の中川ひろたかがトークショーを行った。開館から2000年10月までの約1年間の入館者数は71万4874人、貸出冊数は149万8176冊であり、貸出冊数は旧館時代の1.9倍となった。従来は春日井市西部ふれあいセンターでのみCDやビデオを貸出していたが、移転を機に図書館でCDやビデオを取り扱うようになったことで、CDは旧館時代の32倍の4万3508枚、ビデオは旧館時代の11倍の13万2899本の利用があった。
2001年（平成13年）11月には絵本作家の永田萠の原画展と講演会を開催した。2002年（平成14年）11月16には4階の郷土地域コーナーの一角に、考古学者の森浩一が提唱した東海学に関する「東海学コーナー」を開設した。愛知県・岐阜県・三重県・静岡県の東海4県の歴史や考古学に関する文献が集められている。同月には絵本作家のさとうわきこの原画展と講演会を開催した。
2003年（平成15年）6月にはインターネット予約サービスを開始した。また同月には絵本作家のスズキコージの原画展と講演会を開催している。2004年（平成16年）1月には尾張北部広域行政圏5市2町（春日井市・犬山市・江南市・小牧市・岩倉市・大口町・扶桑町）の教育委員会が協定を結び、各図書館で相互利用サービスを開始した。尾張北部広域行政圏の総蔵書数は約173万2000冊である。
2005年（平成17年）7月には市内の保育園への団体貸出を開始した。また愛知県の公共図書館としては初めて、学校の夏休み期間中は閉館日なしとした。同年9月1日には中部大学附属三浦記念図書館との間で相互利用サービスを開始した。三浦記念図書館は工学系の学術書を中心に約33万冊を所蔵している。
2005年度までの館外貸出の対象者は尾張北部広域行政圏の5市2町のみだったが、2006年（平成18年）4月には貸出対象者を愛知県内在住者に拡大した。同時に春日井市子ども読書活動推進計画の一環としてブックスタート事業を開始し、児童室にブックスタートコーナーを開設している。2007年（平成19年）4月には赤ちゃんのためのおはなし会を開始した。
2008年（平成20年）3月には市内の31保育園に特別団体貸出を開始し、2009年（平成21年）3月には市内の15幼稚園に特別団体貸出を開始した。同年11月には利用者カードをリライト式に変更した。2010年（平成22年）3月には一般用ビデオ視聴コーナーを廃止し、書架を増設した。
2012年（平成24年）11月には市内の小中学校に団体貸出を開始した。
2013年（平成25年）4月にはボランティア等を対象に団体貸出を開始した。
2015年（平成27年）3月には国立国会図書館デジタル化資料送信サービスとD1-Law.com 第一法規法情報総合データベース閲覧サービスを開始した。
2016年（平成28年）10月には利用者登録済の小学生を対象に読書手帳の配付を開始した。

## 施設
| 春日井市の図書館・図書室 | 春日井市の図書館・図書室     | 春日井市の図書館・図書室 | 春日井市の図書館・図書室 | 春日井市の図書館・図書室 |                           |
| 分類                     | 名称                         | 開館                     | 床面積                   | 所在地                   | 蔵書数（2020年3月末現在） |
| ------------------------ | ---------------------------- | ------------------------ | ------------------------ | ------------------------ | ------------------------- |
| 図書館                   | 春日井市図書館               | 1947年11月               | 4,983m2                  | 鳥居松町5丁目44          | 596,033冊                 |
| 図書館                   | グルッポふじとう図書館       | 2018年4月                |                          | 藤山台1丁目1             | 76,722冊                  |
| 図書室                   | 味美ふれあいセンター図書室   | 1987年6月                | 97m2                     | 西本町1丁目15-1          | 14,360冊                  |
| 図書室                   | 高蔵寺ふれあいセンター図書室 | 1975年1月                | 85m2                     | 高蔵寺町3丁目2-1         | 12,535冊                  |
| 図書室                   | 南部ふれあいセンター図書室   | 1991年10月               | 99m2                     | 下条町66606              | 13,532冊                  |
| 図書室                   | 西部ふれあいセンター図書室   | 1994年10月               | 90m2                     | 宮町3丁目8-2             | 11,806冊                  |
| 図書室                   | グリーンパレス春日井図書室   | 2007年11月               | 81m2                     | 東野町字落合池1-2        | 10,075冊                  |
| 図書室                   | 坂下公民館図書室             | 1982年10月               | 95m2                     | 坂下町4丁目250-1         | 11,360冊                  |
| 図書室                   | 鷹来公民館図書室             | 1980年1月                | 70m2                     | 町屋町3610-1             | 11,287冊                  |
| 図書室                   | 中央公民館図書室             | 1977年11月               | 84m2                     | 柏原町1丁目97-1          | 11,091冊                  |
| 図書室                   | 知多公民館図書室             | 2013年12月               | 42m2                     | 知多町4丁目55            | 8,030冊                   |

| 春日井市図書館の利用案内 | 春日井市図書館の利用案内                 | 春日井市図書館の利用案内                 | 春日井市図書館の利用案内                 |
|                          | 春日井市図書館                           | グルッポふじとう図書館                   | 各図書室                                 |
| ------------------------ | ---------------------------------------- | ---------------------------------------- | ---------------------------------------- |
| 開館時間                 | 9時-20時                                 | 9時-18時                                 | 9時-17時                                 |
| 休館日                   | 月曜日、年末年始、特別整理期間           | 月曜日、年末年始、特別整理期間           | 月曜日、年末年始、特別整理期間           |
| 貸出可能者               | 春日井市在住・在勤・在学者、愛知県在住者 | 春日井市在住・在勤・在学者、愛知県在住者 | 春日井市在住・在勤・在学者、愛知県在住者 |

### 春日井市図書館
春日井市役所や春日井文化会館の隣接地に建設されたのが文化フォーラム春日井であり、その中核施設として3階と4階に春日井市図書館本館がある。2019年度末の蔵書数は596,033冊。2016年度の職員数は46人（正規10人・臨時36人）だった。グルッポふじとう図書館とは異なり、春日井市図書館本館は春日井市の直営である。
アクセスはJR中央本線 春日井駅から徒歩で約20分、または名鉄バス「鳥居松」バス停から徒歩で約2分、またはかすがいシティバス「市役所」バス停から徒歩で約1分。
書作品と複製絵画の貸出
平安時代の能書家である小野道風は春日井近辺で生まれたとする説があるため、春日井市は「書のまち春日井」をキャッチフレーズに掲げ、1949年（昭和24年）から全国公募の書道展である道風展を開催し、1981年（昭和56年）に書の専門美術館である春日井市道風記念館を開館させるなどしている。このため、1999年の移転時には書作品や複製絵画の館外貸出を開始している。複製絵画の貸出は当時の愛知県でも珍しく、書作品の貸出は全国の図書館でも例がなかった。開館1か月後の1999年12月10日時点で、書作品は46点、複製絵画は146点が貸出されている。書作品を貸出するのは年配者が多く、持ち運びの容易さから額装よりも軸装に人気がある。複製絵画は幅広い年代に貸出されている。

### グルッポふじとう図書館

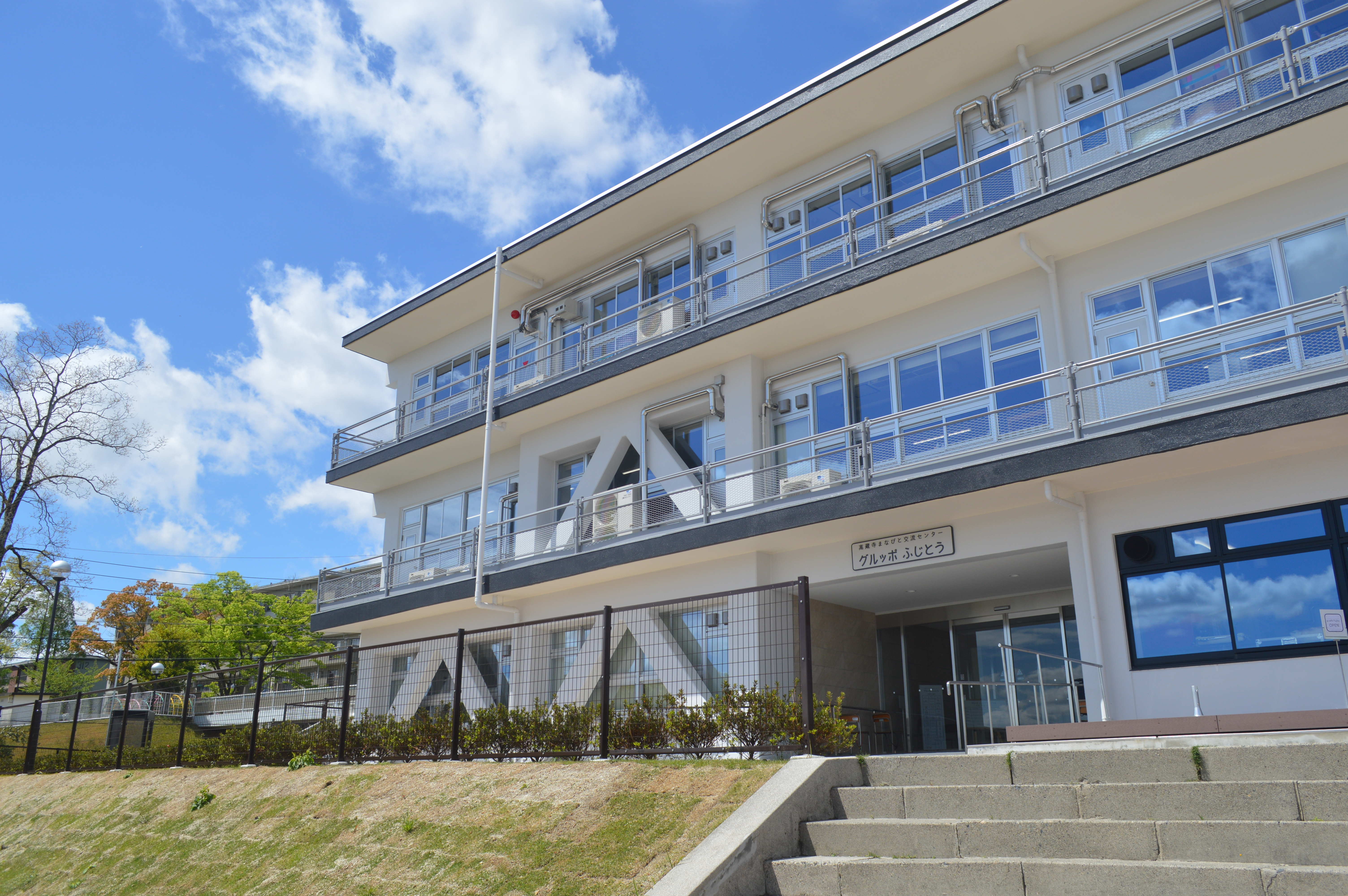
グルッポふじとう

#### 概要
高蔵寺ニュータウンにあるグルッポふじとうの中核施設としてグルッポふじとう図書館があり、300m東にある東部市民センター図書室の移転という形をとっている。
所在地は春日井市藤山台1－1である。開館時間は午前9時～午後6時である。第三セクターの高蔵寺まちづくり株式会社が指定管理者として施設の管理運営を行い、図書館業務は丸善雄松堂に委託されている。

#### 構造

##### 1階：児童図書コーナー(グルッポふじとう1階)
「絵本の部屋」と「読み物の部屋」がある。併設し「調べものの小部屋」もある。隣接するグルッポふじとう児童館と連携し、幼児や小学生を対象に絵本の読み聞かせなどを行っている。

##### 2階：一般図書(グルッポふじとう2階)　、持込パソコン室(グルッポふじとう2階)

###### 一般図書(グルッポふじとう2階)
2階全体が図書館スペースである。閲覧室は分野別に色分けされている。また、自由に読書できるスペースも備わっている。閲覧室以外にも、ブラウジングコーナー、ティーンズコーナー、Wi-Fiや電源を備えた持込パソコン室、グループ学習室がある。

###### 持ち込みパソコン室(グルッポふじとう2階)
利用する場合は、当日に、2階東カウンターに利用者カードを提示して申し込む。パソコン利用がない場合は、利用できない。

##### 3階：学習室（グルッポふじとう3階）
自主学習に適している。Wi-Fiが利用可能な学習室の定員は60席（30席×2部屋）である。
2019年度末の蔵書数は76,722冊冊である。また、LINE株式会社が運営するコミュニティアプリ（LINE）を用いて、グルッポふじとうの情報を発信している。ぐるっぽふじとう図書館でのイベント情報も発信している。

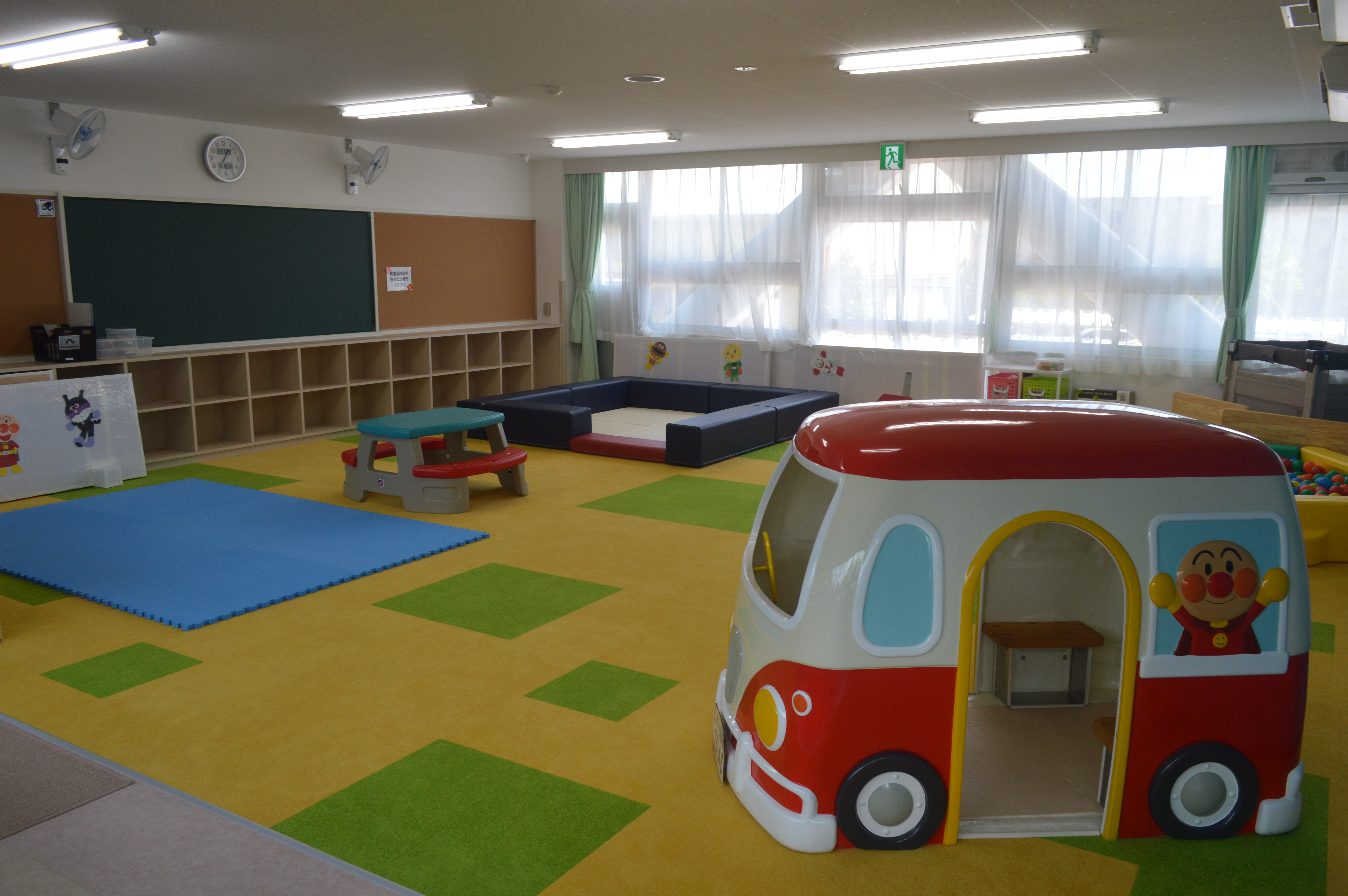
グルッポふじとうの児童館
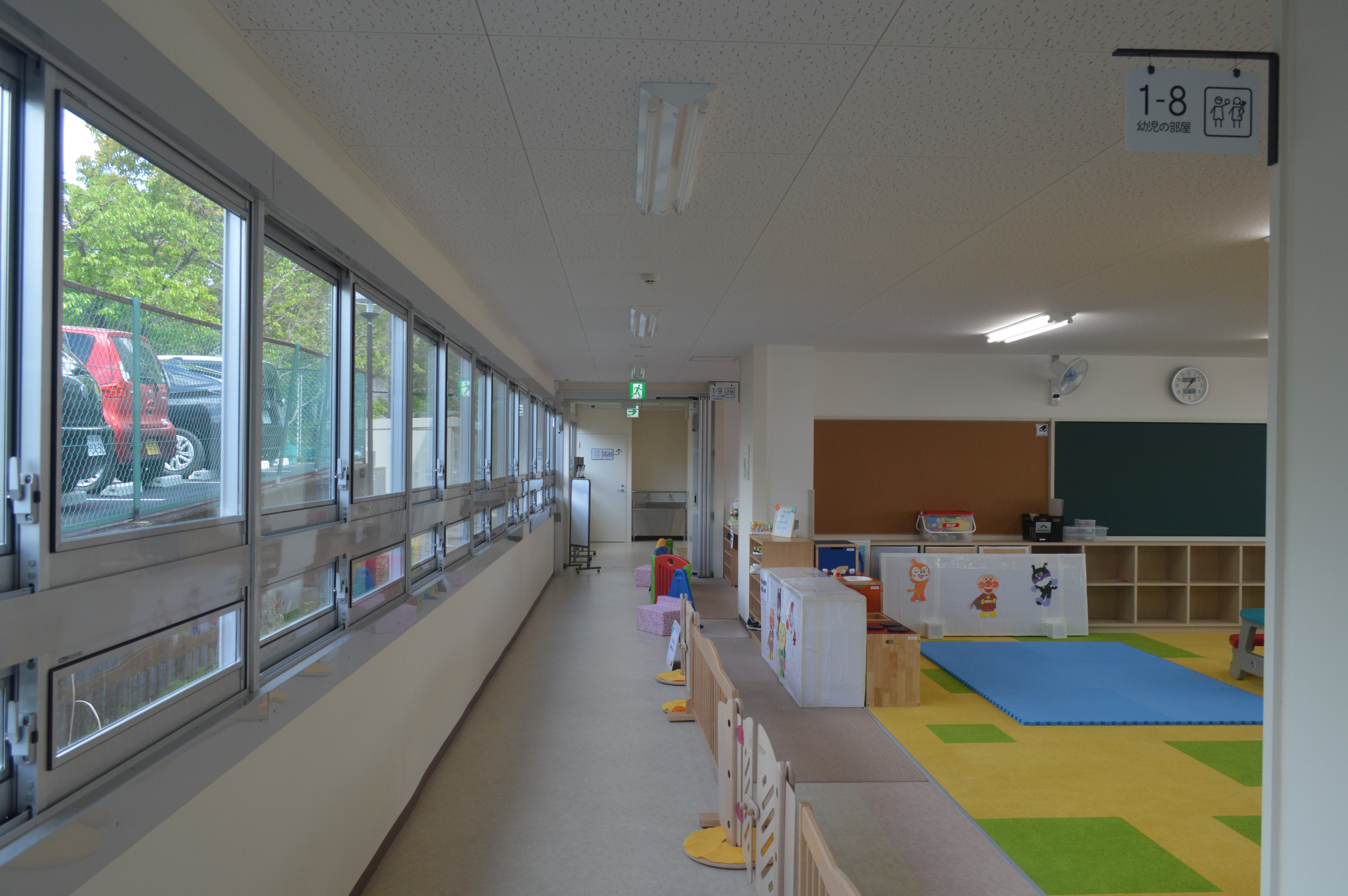
グルッポふじとうの旧教室と旧廊下

### 図書館分室

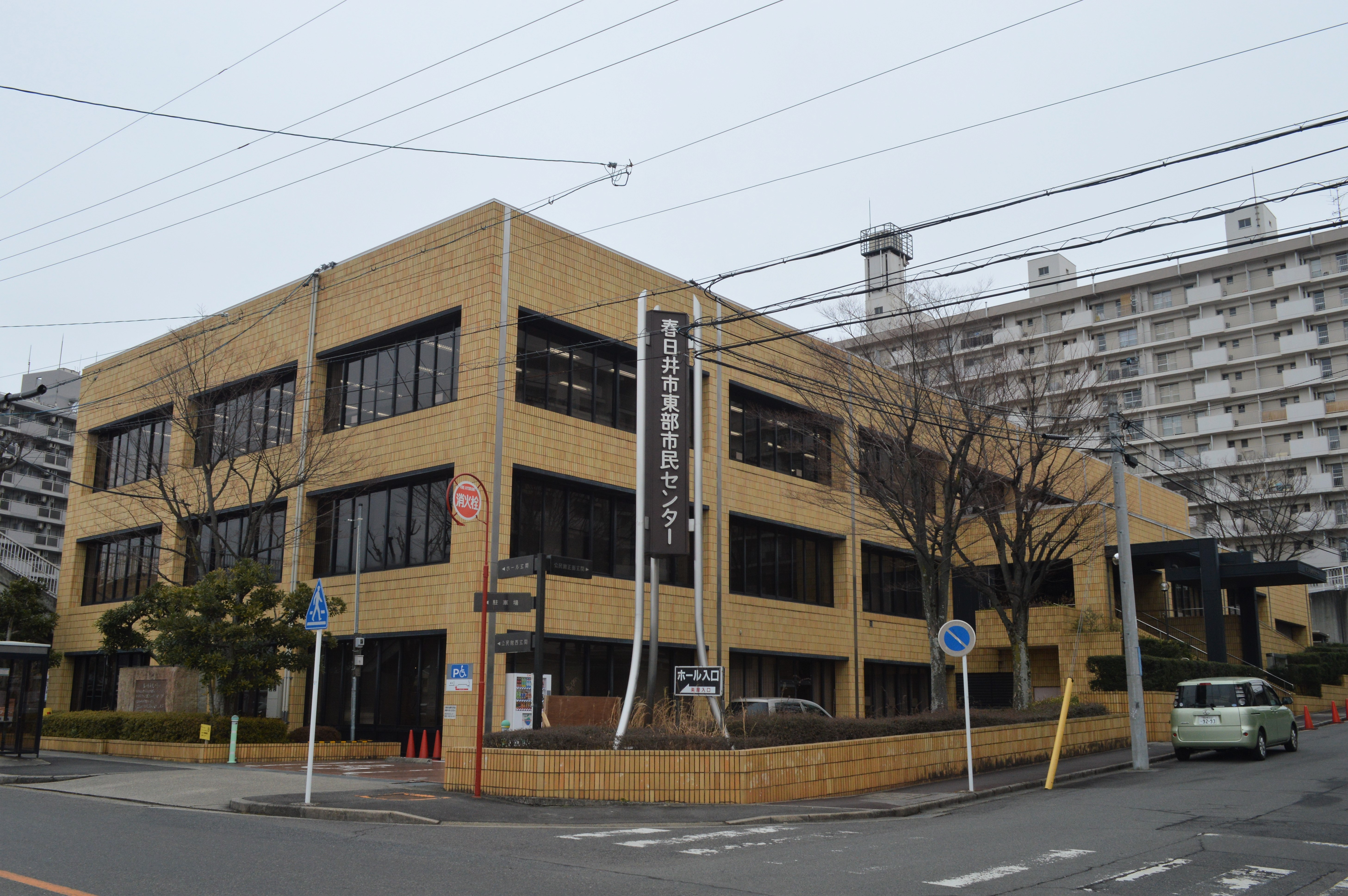
2018年まで春日井市最大の図書館分室があった東部市民センター（図書室はグルッポふじとうに移転）

1975年（昭和50年）1月には知多公民館と高蔵寺コミュニティセンターに図書室を開設し、それぞれ週2日開室した。1977年（昭和52年）11月には春日井市民文化センターに図書室を開設した。1979年（昭和54年）9月には知多公民館と高蔵寺コミュニティセンターの各図書室の開室日を、週2日から週6日に切替えた。1980年（昭和55年）1月には鷹来公民館に図書室を開設した。1981年（昭和56年）12月には元春日井市選挙管理委員会委員長の嶋田豊一に寄贈された図書3,679冊で、鷹来公民館図書室に「嶋田文庫」を開設した。
1982年（昭和57年）10月には坂下公民館に図書室を開設した。1983年（昭和58年）6月には東部市民センターに図書室を開設した。開設時の蔵書数は37,879冊であり、他の図書室とは異なり分館と呼べる規模だった。1987年（昭和52年）6月には味美ふれあいセンターに図書室を開設した。1988年（昭和63年）1月には高蔵寺ふれあいセンター図書室にコンピュータ端末機を設置した。同年6月には高蔵寺コミュニティセンターを改築して高蔵寺ふれあいセンターに改称し、高蔵寺ふれあいセンター図書室を新たに開設した。1989年（平成元年）4月には坂下公民館図書室、鷹来公民館図書室、市民文化センター図書室、知多公民館図書室にコンピュータ端末機を設置し、休館日を統一した。1991年（平成3年）10月には南部ふれあいセンターに図書室を開設した。1994年（平成6年）10月には西部ふれあいセンターに図書室を開設した。
2007年（平成19年）11月にはグリーンパレス春日井（春日井市勤労福祉会館）に図書室を開設した。2013年（平成25年）7月には東部市民センター図書室の開館時間を試験的に延長して「9時-19時」としており、同年8月と2014年（平成26年）2月にもこの試行を実施している。

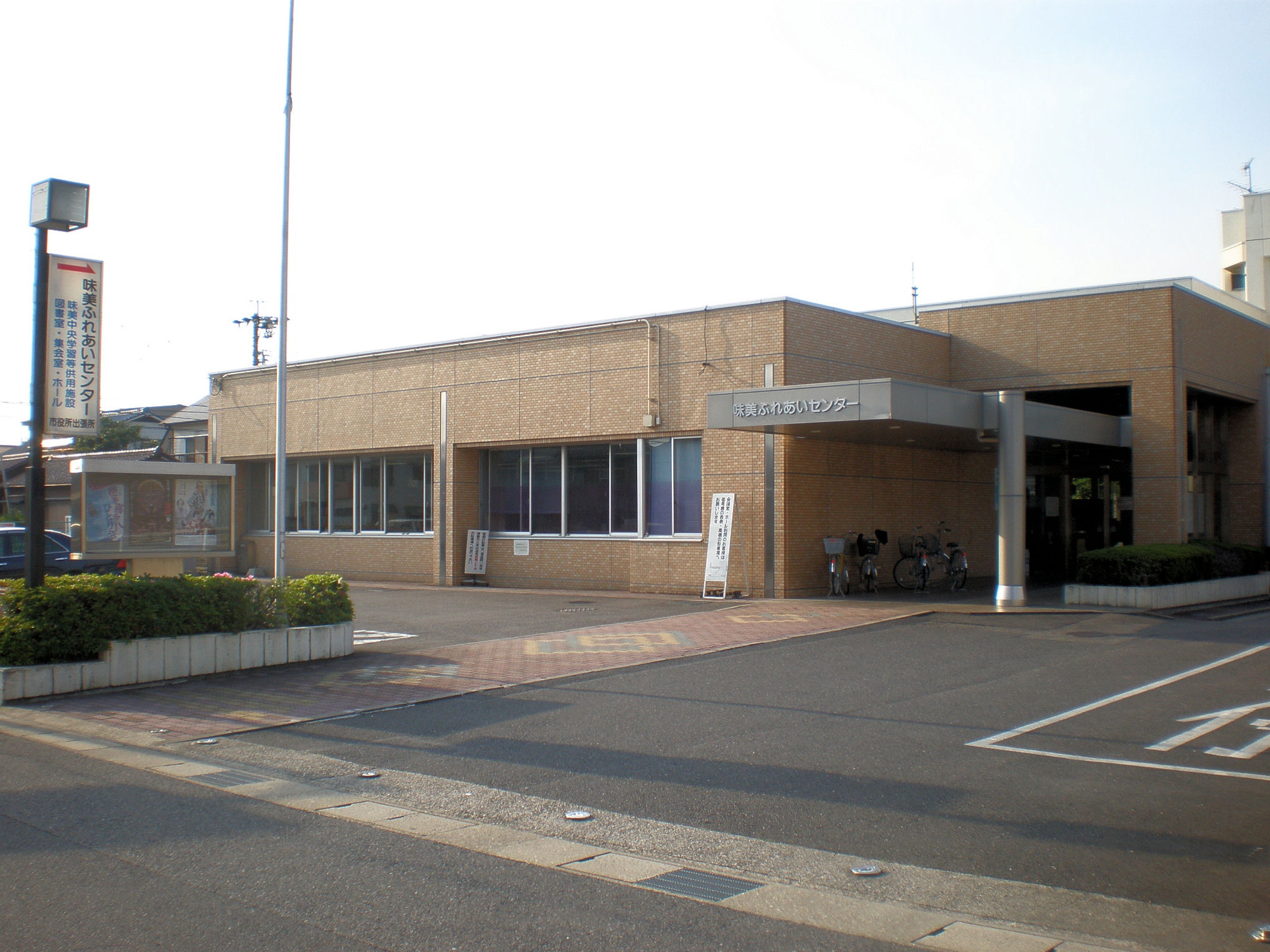
味美ふれあいセンター
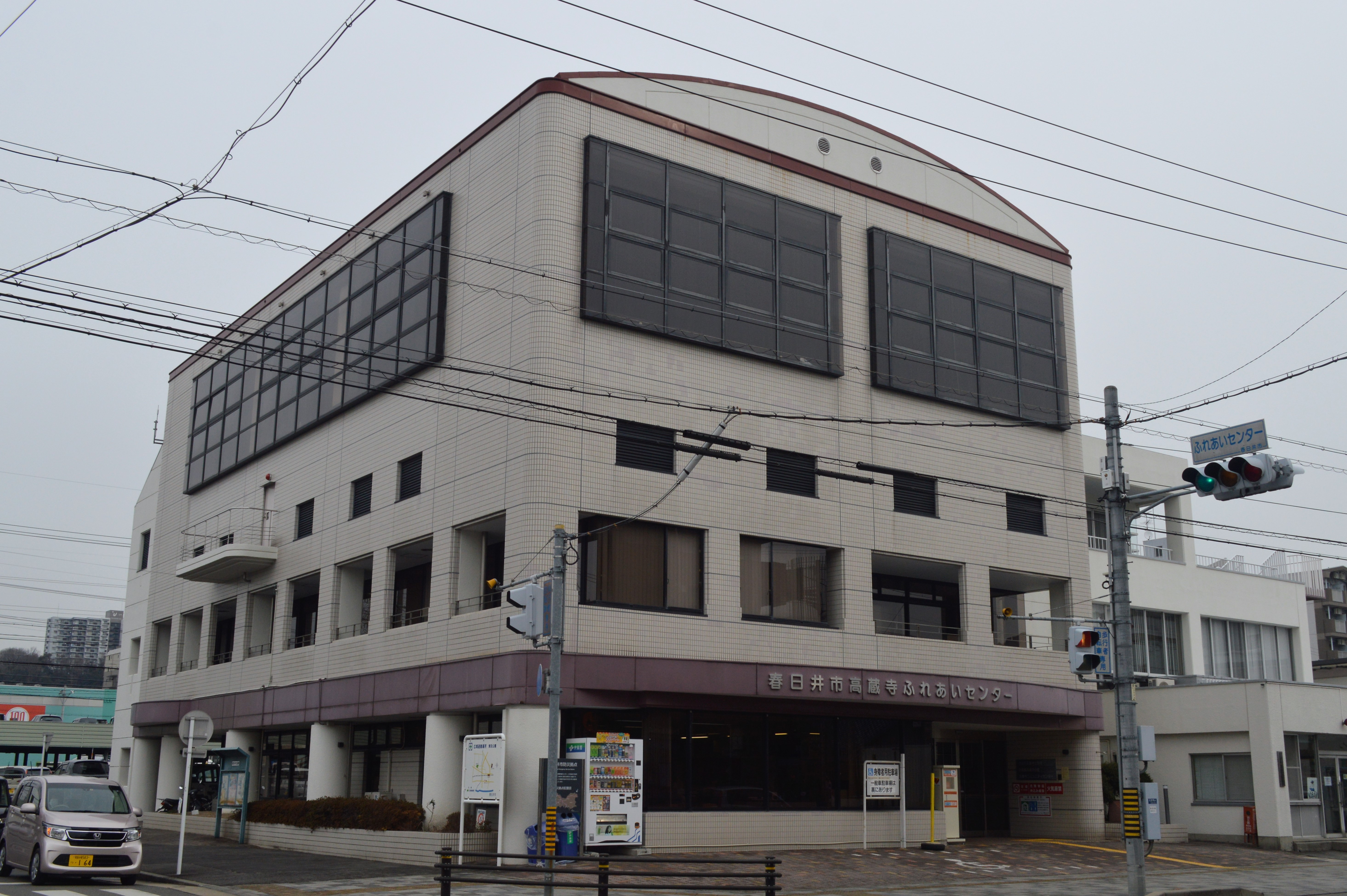
高蔵寺ふれあいセンター
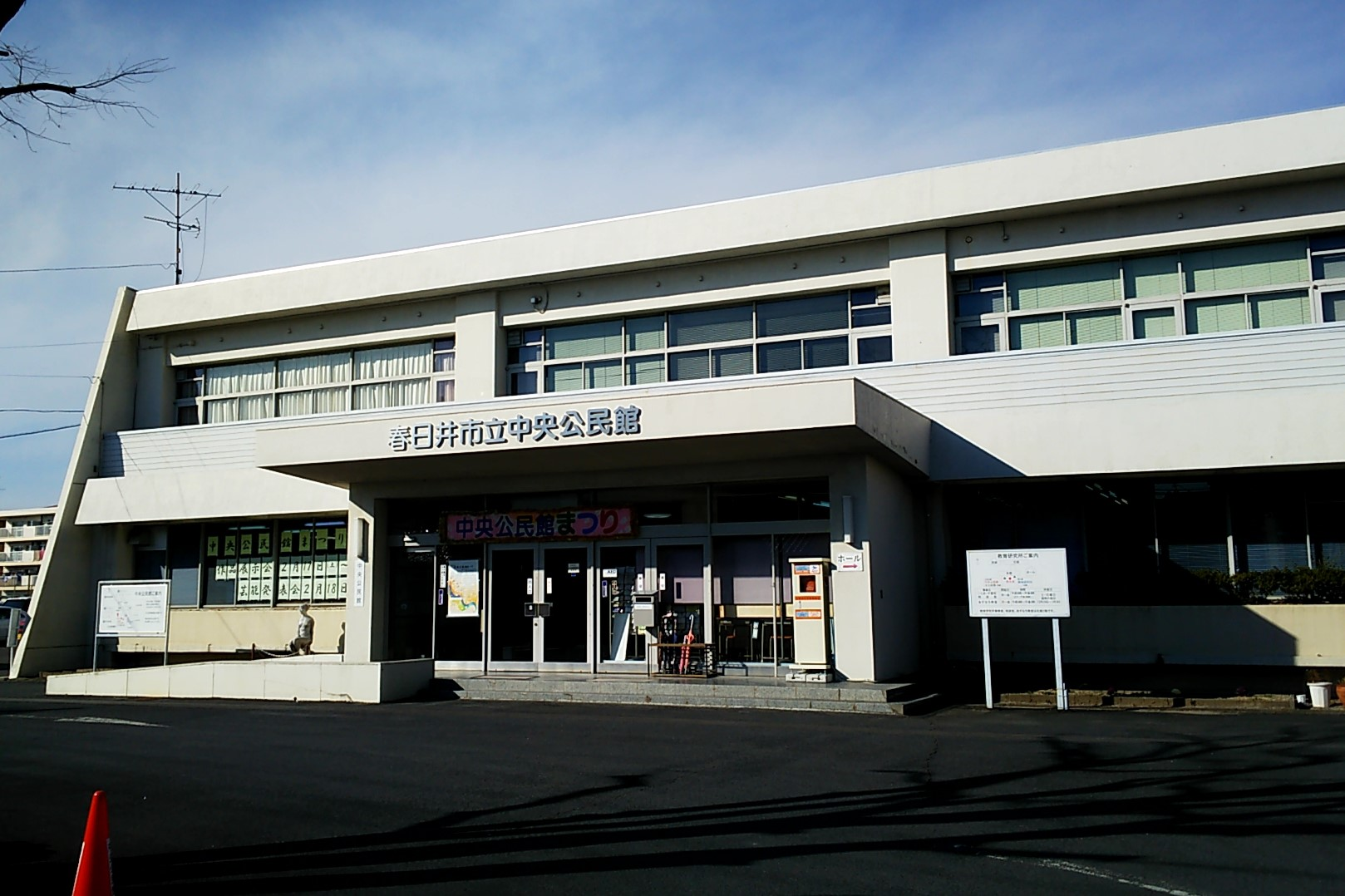
春日井市立中央公民館
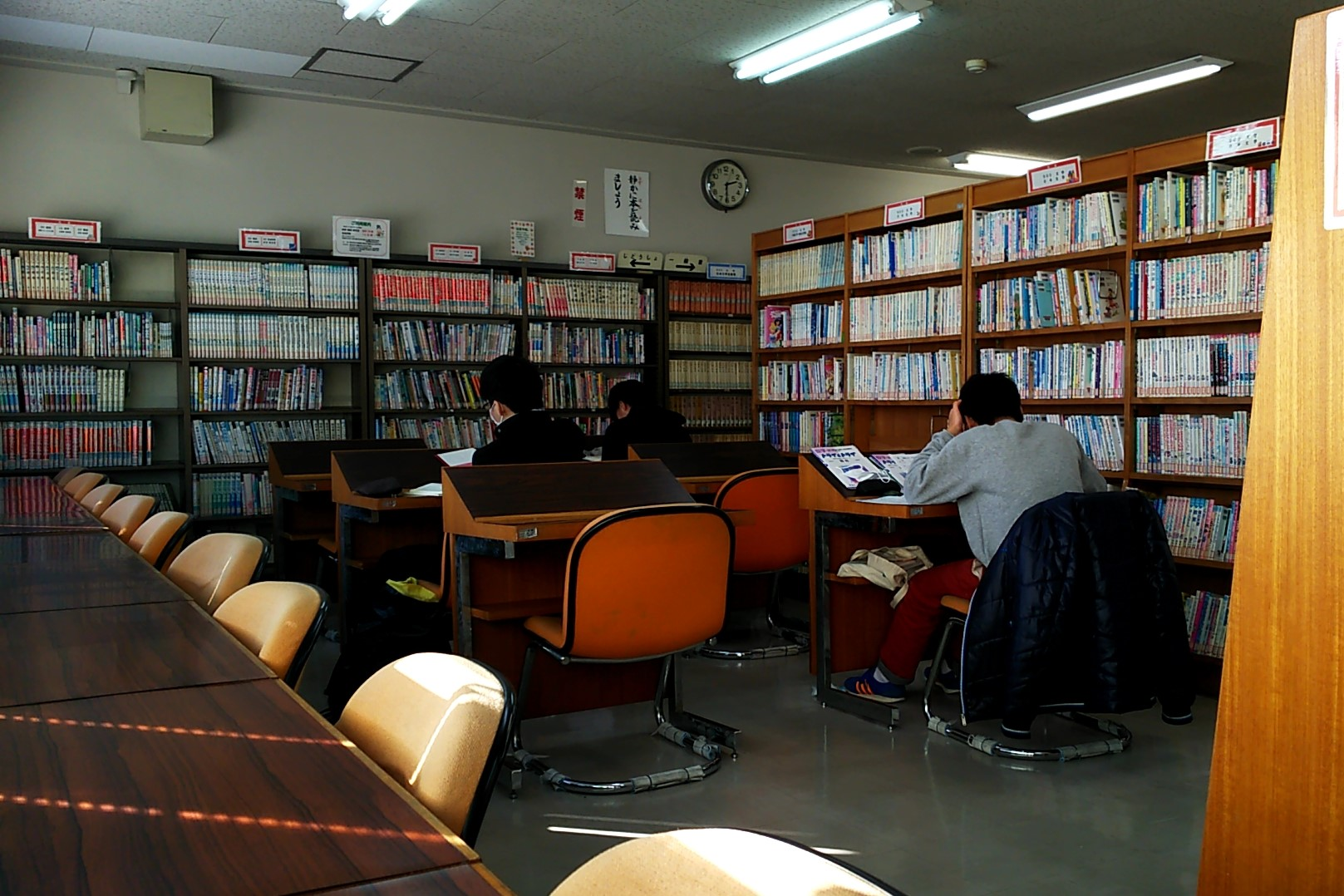
中央公民館図書室
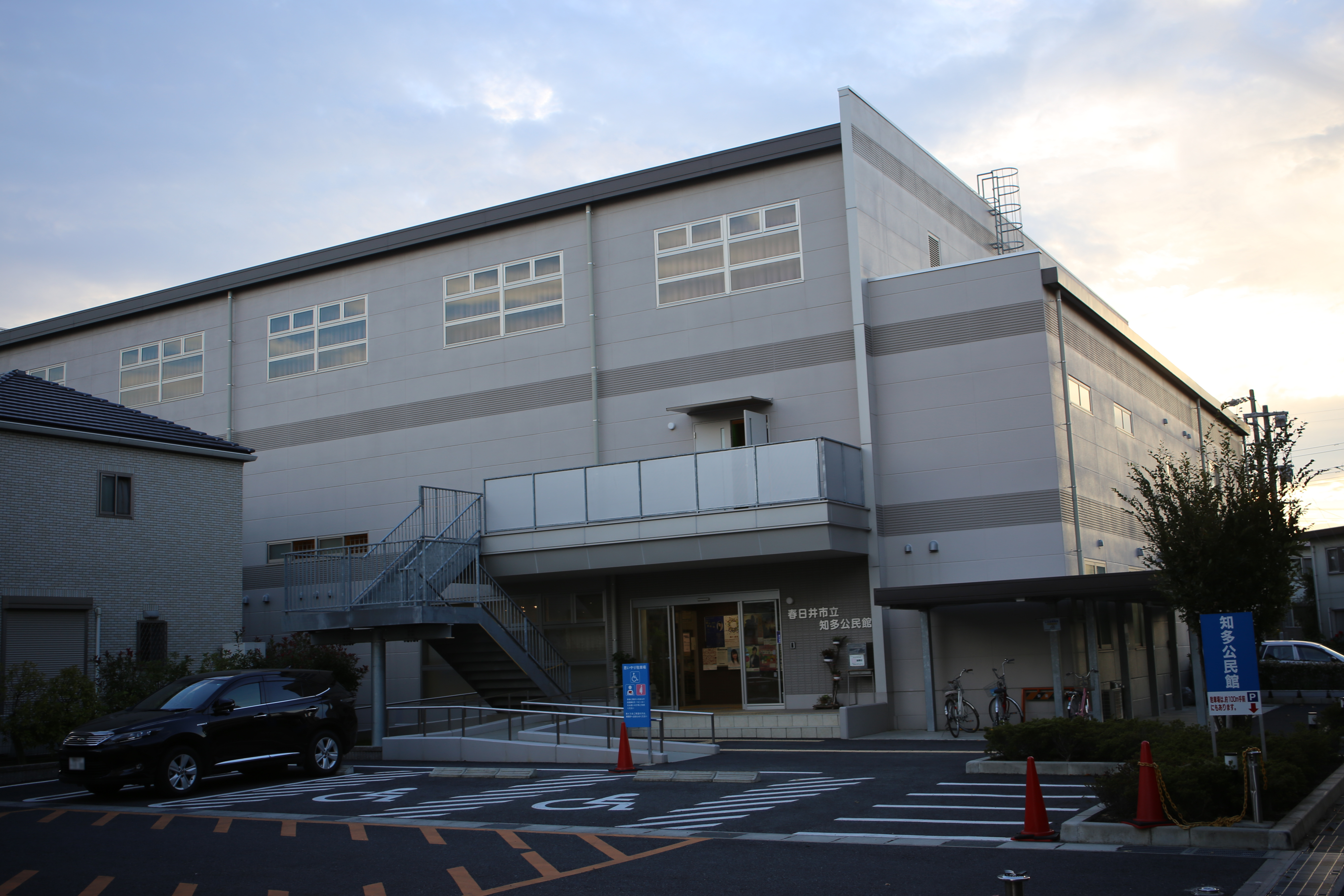
知多公民館

### 移動図書館（廃止）
1973年（昭和48年）6月には春日井市制30周年記念事業として、移動図書館車「さくら号」（外架式1,500冊積載のトヨタ・コースター改造車）を購入し、24ステーションで巡回を開始した。1979年（昭和54年）11月には2代目「さくら号」（外架式2,000冊積載の日産・シビリアン改造車）を購入し、初代「さくら号」から移動図書館車を置き換えた。
1987年（昭和62年）9月には3代目「さくら号」（外架式2,500冊積載の三菱・ローザ改造車）を購入し、2代目「さくら号」から移動図書館車を置き換えた。2代目「さくら号」はジャンボ紙芝居用に改造して「ともだち号」と改称し、1988年（昭和63年）3月に「ともだち号」の運行を開始したが、1992年（平成4年）2月に運行を終了している。2005年（平成17年）8月には32年間続いた移動図書館サービスを終了した。